# Army Ranger Wing
El Army Ranger Wing (ARW) (en irlandés: Sciathán Fiannóglaigh an Airm, "SFA") es la unidad de operaciones especiales de las Fuerzas de Defensa Irlandesas, el ejército de Irlanda. Sirve a las órdenes de las Fuerzas de Defensa y del Gobierno de Irlanda, operando internamente y en el extranjero, y respondiendo directamente frente al Jefe de Estado Mayor. El ARW fue establecido en 1980 con la función primaria de unidad antiterrorista y evolucionando a operaciones especiales y antiterroristas después del fin de conflicto en Irlanda del Norte. La unidad está basada en Curragh, Condado de Kildare. 
La unidad ha servido en el extranjero en varias misiones de paz, incluyendo en Somalia, Timor Oriental, Liberia, Chad y Malí. El ARW se entrena con unidades de fuerzas especiales alrededor del mundo, particularmente en Europa. El ARW en su función de unidad antiterrorista doméstica entrena y se despliega en apoyo a la Garda Síochána (Policía Nacional).

## Funciones

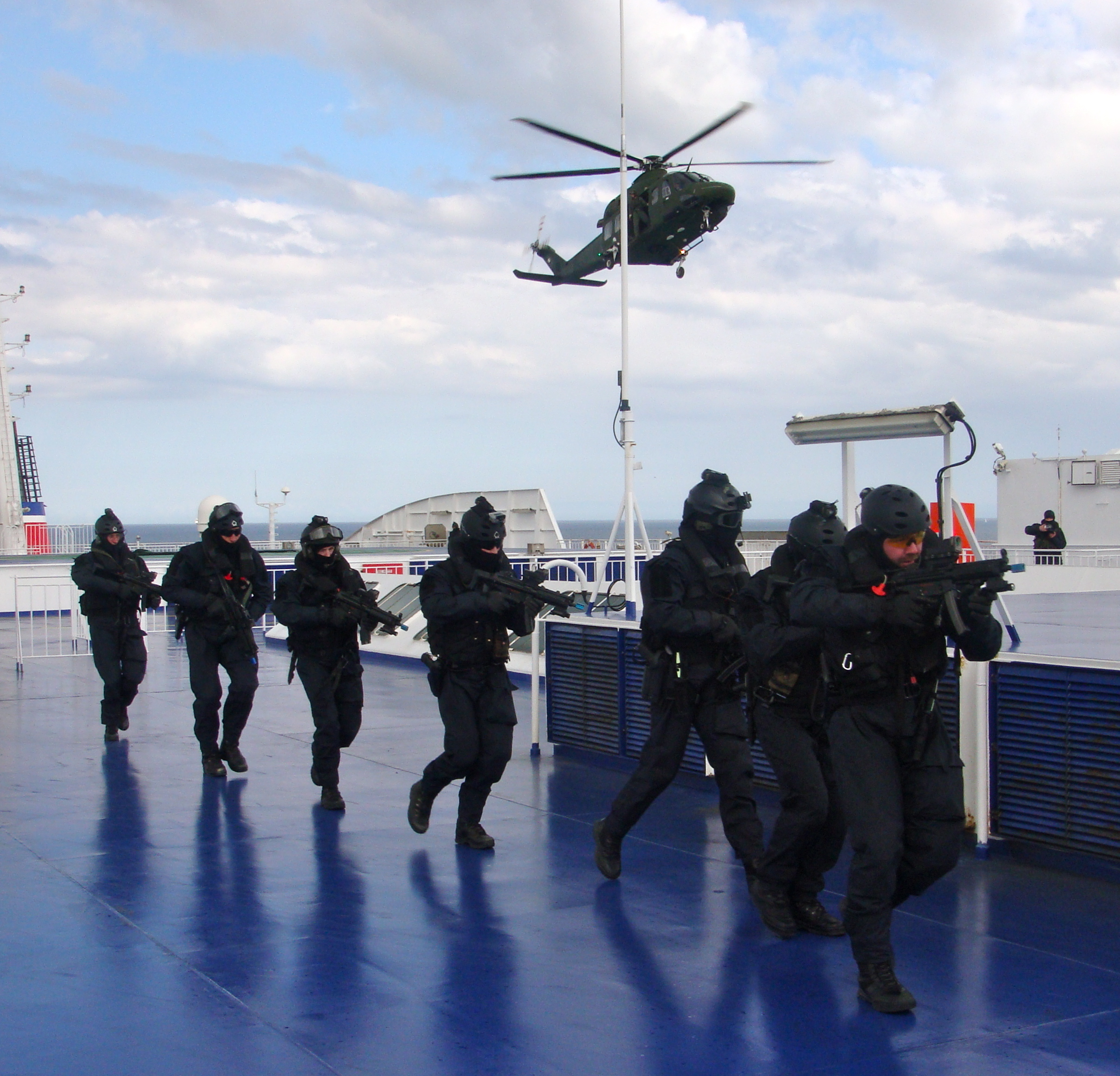
Rangers en un ejercicio antiterrorismo en 2011

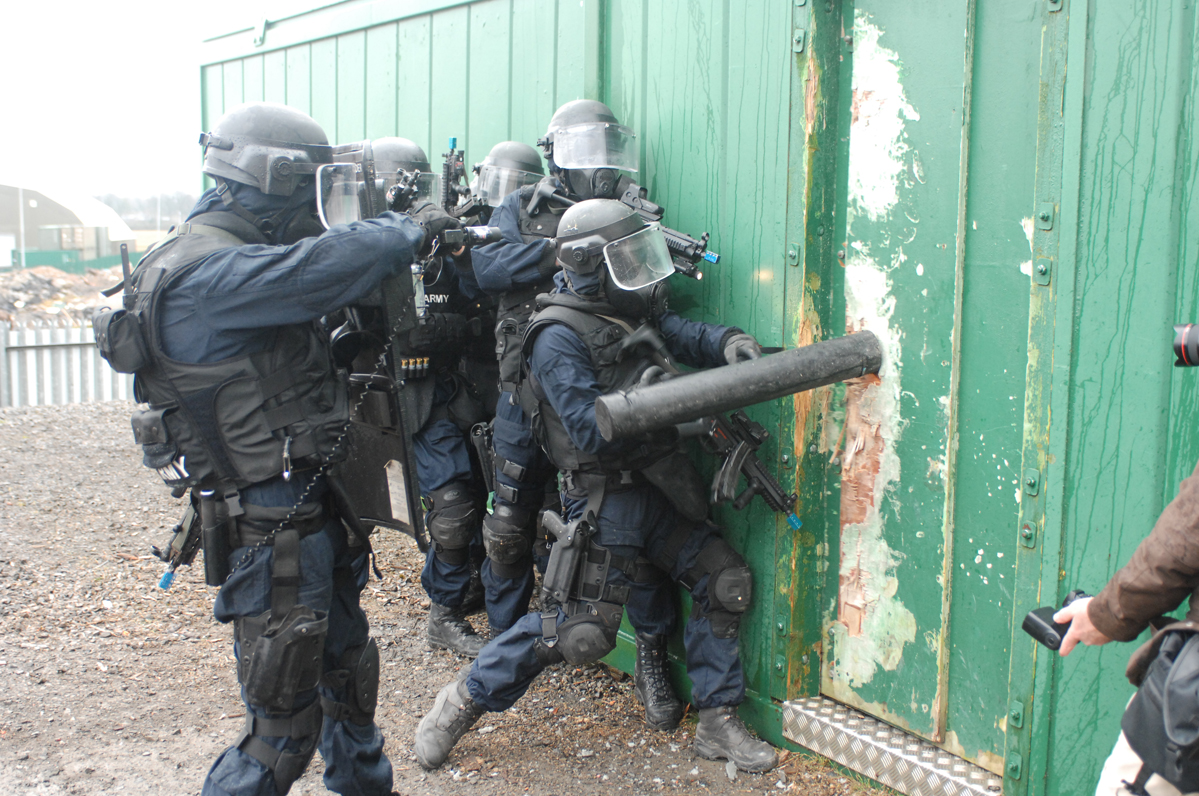
Rangers en un ejercicio de antiterrorista en 2010

Las funciones del Army Ranger Wing se dividen entre operaciones en tiempo de guerra ("Función Verde") y antiterroristas ("Función Negra").

### Tareas militares (Función Verde)
Operaciones ofensivas detrás de las líneas enemigas
- Aseguramiento de objetivos vitales
- Patrullas de reconocimiento de largo alcance (LRRP)
- Redadas
- Emboscadas
- Sabotajes
- Captura de personal clave
- Operaciones de distracción
- Recogida de información

Operaciones defensivas
- Protección de VIPs
- Contrainsugencia
- Formación sobre y realización de operaciones clandestinas
- Operaciones de retirada

### Ayuda a las tareas de poder civiles (Función Negra)
- Operaciones antisecuestro
- Operaciones de rescate de rehenes
- Intervenciones aéreas y marítimas
- Operaciones de búsqueda en tierra y mar
- Operaciones de persecución
- Recaptura de objetivos tomados por terroristas
- Operaciones de seguridad/protección cercana de VIPs
- Contrarrestando amenazas/subversivas terroristas

## Historia
A finales de la década de 1960, las Fuerzas de Defensa establecieron los Grupos de Asalto Especial (SAG) para hacer frente a los retos de seguridad en la frontera con Irlanda del Norte. Un número de oficiales del Ejército recibió clases en la Escuela Ranger de Fort Moore, Georgia. A mediados de los 70, las Fuerzas de Defensa contaban con más de 300 Rangers actuando en operaciones de apoyo a petición del Garda Síochána.  
En 1978  se decidió consolidar a los Rangers como una unidad de fuerzas especiales nueva con capacidad terrorista siguiendo el aumento en el terrorismo internacional y nacional, como la masacre de Múnich de 1972 en Alemania y varias tomas de rehenes por el IRA.
El Army Ranger Wing (ARW) fue formalmente establecido, de acuerdo con el Acto de Defensa, por orden del Gobierno irlandés el 16 de marzo de 1980. El ARW recibió sus colores en 1981: Negro, Rojo y Oro, que significan Clandestinidad, Riesgo y Excelencia. En 1991, el ARW obtuvo el permiso para portar la boina verde.

### Nombre y lema
El nombre oficial de la unidad es Sciathán Fiannóglaigh un Airm, el cual sería traducido de la lengua irlandesa a inglés como "Army Ranger Wing".
El lema de la unidad está tomado de un viejo poema, en irlandés: "Glaine ár gcroí, Neart ár ngéag, Agus beart de réir ár mbriathar", el cual se podría traducir como: "La pureza de nuestros corazones, la fuerza de nuestras extremidades y la fidelidad a nuestra promesa".

## Estructura
La información sobre la plantilla y la identidad de su personal está restringida. Estimaciones hablan de "por encima de  cien" o entre 140 y 150 operativos.
El ARW está disponible las 24 horas, 365 días al año para operaciones en Irlanda y en el extranjero.

## Selección y formación

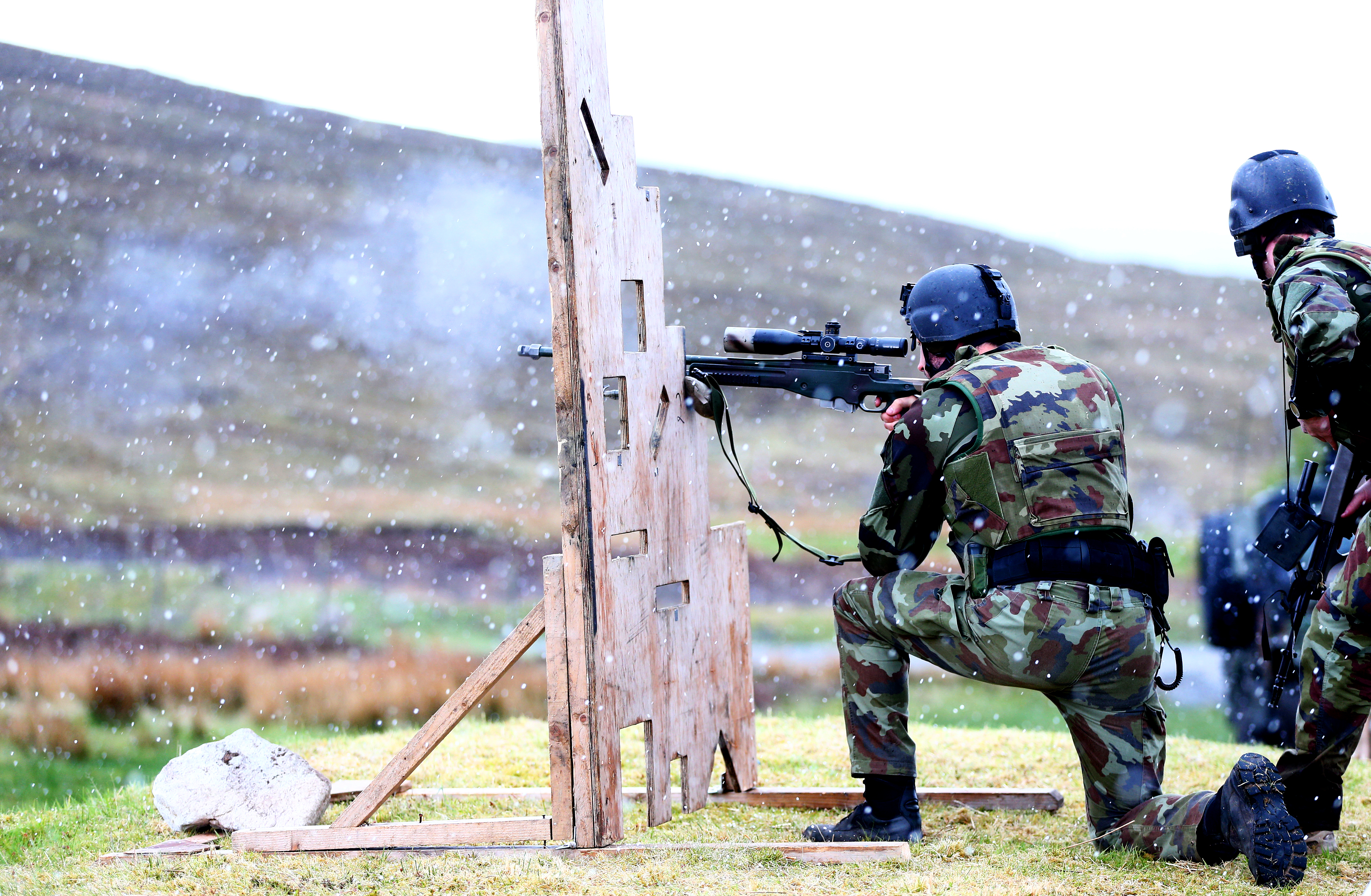
Curso de francotirador en 2013

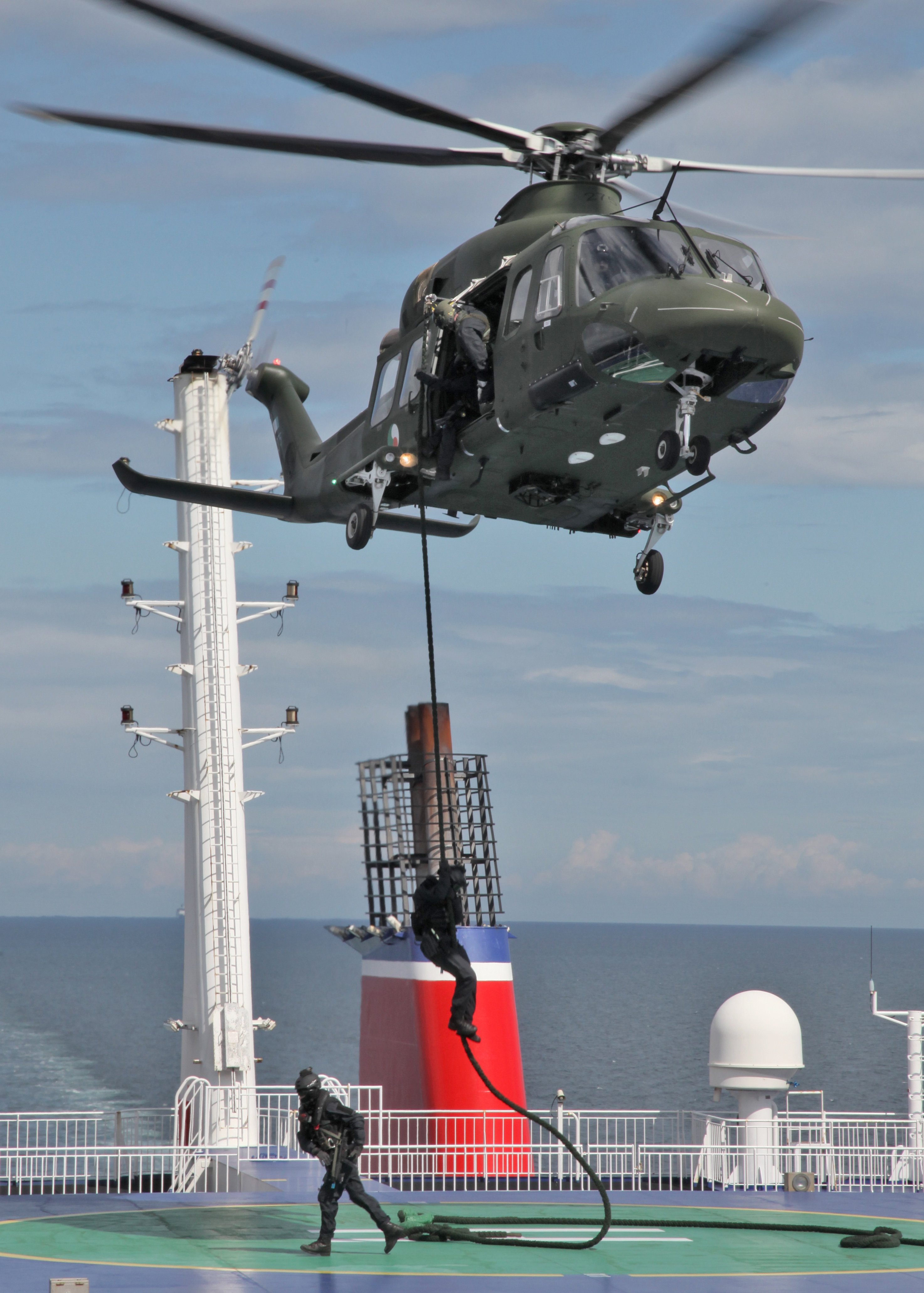
Rangers se desculegan de un AW139 en un ejercicio en el Mar de Irlanda en 2011

Los candidatos tienen que ser miembros de cualquiera de las tres ramas de las Fuerzas de Defensa (Ejército, Fuerza Aérea o Servicio Naval). El candidato tiene que ser médicamente apto y haber logrado el rango de al menos soldado de 3 Estrellas (o equivalente). No hay ningún límite de edad para intentar selección. La selección ha sido abierta a mujeres desde entonces 1984, aun así, ninguna ha conseguido ingresar. Normalmente hay de 40 a 80 candidatos anualmente.
El proceso de selección está dividido a 5 módulos distintos:
1. Evaluación y valoración
2. Liderazgo y habilidades
3. Tácticas, técnicas y procedimientos de unidades de operaciones especiales
4. Tácticas, técnicas y procedimientos de unidades de operaciones antiterroristas
5. Formación continua

El 85% de los candidatos no logra pasar de la primera fase.

## Misiones destacadas
Los Rangers han servido en varias operaciones humanitarias alrededor del mundo con las Naciones Unidas o la  Unión Europea (UE). Los despliegues individuales incluyen Líbano, Bosnia, Chipre, Irak y Sáhara Occidental.

### Misiones domésticas
El ARW ha servido en misiones contra el IRA y disidentes republicanos, contra el crimen organizado, tomas de rehenes, motines en prisiones y protección de dirigentes extranjeros en visita a Irlanda.

## Armamento

### Armas de fuego

#### Pistolas
| Nombre             | Imagen | Origen         | Tipo                   | Munición                                          | Fabricante     |
| ------------------ | ------ | -------------- | ---------------------- | ------------------------------------------------- | -------------- |
| SIG Sauer P226     |        | Alemania Suiza | Pistola semiautomática | 9 × 19 mm Parabellum.40 S&W.357 SIG.22 Long Rifle | SIG Sauer      |
| SIG-Sauer P228     |        | Alemania Suiza | Pistola semiautomática | 9 x 19 mm Parabellum.357 SIG.40 S&W               | SIG Sauer      |
| Heckler & Koch USP |        | Alemania       | Pistola semiautomática | 9 × 19 mm Parabellum.357 SIG.40 S&W.45 ACP        | Heckler & Koch |

#### Subfusiles
| Nombre             | Imagen | Origen   | Tipo                                    | Munición                              | Fabricante     |
| ------------------ | ------ | -------- | --------------------------------------- | ------------------------------------- | -------------- |
| FN P90             |        | Bélgica  | Arma de defensa personalBullpupSubfusil | 5,7 × 28 mm                           | FN Herstal     |
| Heckler & Koch MP5 |        | Alemania | Subfusil                                | 9 × 19 mm Parabellum10 mm Auto.40 S&W | Heckler & Koch |

#### Carabinas y fusiles de asalto
| Nombre               | Imagen | Origen   | Tipo                   | Munición          | Fabricante     |
| -------------------- | ------ | -------- | ---------------------- | ----------------- | -------------- |
| Heckler & Koch HK416 |        | Alemania | Carabina               | 5,56 × 45 mm OTAN | Heckler & Koch |
| Steyr AUG            |        | Austria  | BullpupFusil de asalto | 5,56 × 45 mm OTAN | Steyr Arms     |

#### Ametralladoras
| Nombre    | Imagen | Origen  | Tipo                 | Munición                           | Fabricante |
| --------- | ------ | ------- | -------------------- | ---------------------------------- | ---------- |
| FN Minimi |        | Bélgica | Ametralladora ligera | 5,56 × 45 mm OTAN7,62 × 51 mm OTAN | FN Herstal |